# Tauchturm
Ein Tauchturm ist ein Gebäude, in dem das Tauchen geübt werden kann.
Ein Tauchturm bietet die Möglichkeit, unter realistischen Druckverhältnissen das Tauchen zu trainieren, dabei aber gegenüber dem Tauchen in offenen Gewässern ein geringeres Sicherheitsrisiko einzugehen. Tauchtürme haben meist einen überschaubaren Grundriss und sind mit geheiztem Wasser gefüllt. Außerdem wacht in der Regel fachkundiges Personal über die Vorgänge im Tauchturm.
Neben stationären Tauchtürmen gibt es auch transportable Exemplare. Der weltweit größte transportable Tauchturm mit einem Fassungsvermögen von 120.000 Litern Wasser und einer Höhe von vier Metern befindet sich im Besitz der Messegesellschaft Düsseldorf und wird jeweils auf der boot genutzt.

## Bekannte stationäre Tauchtürme in Deutschland

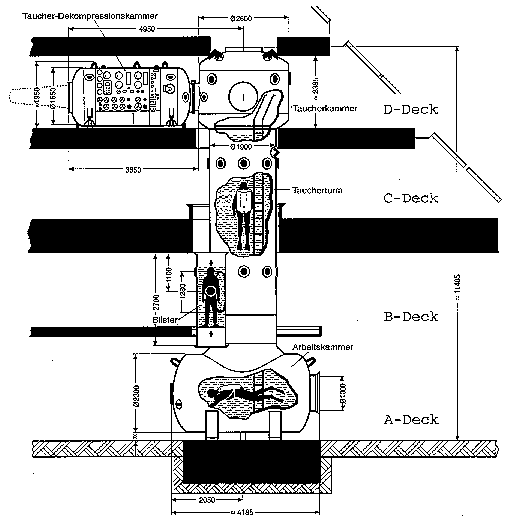
Tauchturm Berlin, Vertikalschnitt

In Berlin befindet sich der fast 9 m tiefe Tauchturm der Bundeslehr- und Forschungsstätte der DLRG. Er wurde bereits im Jahr 1974 gebaut und 1993 saniert.
Die insgesamt etwa 11 m hohe Stahlkonstruktion ruht auf mehreren Decks (Decken) eines mehrstöckigen Gebäudes und reicht bis ins Satteldach. Vertikalzylindrisch sind der trockene Einstiegsbereich (Durchmesser 2,6 m) und die wassergefüllte Abtauchröhre (D = 1,9 m) mit einer wandnahen Leiter. Ganz unten schließt der Arbeitsbereich an, ein liegender Kessel mit 4,2 m Länge und 2,3 m Durchmesser.
Seitlich am Einstiegsbereich ist eine liegende Dekompressionskammer (L 3,5 m, D 1,6 m) angeflanscht, mit der Tauchunfälle behandelt und Tauchgänge (trocken) in bis zu 150 Meter Wassertiefe simuliert werden können.
Als größter Tauchturm Europas galt bis 2014 der im Sommer 2009 eröffnete Tauchturm im Gesundheits- und Erlebnispark Siegburg. Die Wassersäule in diesem Turm ist 20,5 Meter tief.
In Duisburg wird ein ehemaliger Gasometer als Tauchturm genutzt. Er hat einen Durchmesser von 45 Metern und bietet eine Wassertiefe von 13 Metern. Der Tauchgasometer ist mit Wracks, einem künstlichen Riff und anderen Elementen ausgestattet.
Der Tauchturm Vogtland besitzt einen höhenverstellbaren Boden, sodass man sich bei geringer Wassertiefe an die Geräte gewöhnen kann. Die größte einstellbare Wassertiefe beträgt zehn Meter.
Der Tauchturm Neustadt der Bundeswehr ist 33,5 m tief und dient der Übung des simulierten Notausstiegs aus einem U-Boot.
Der erste verglaste Tauchturm Deutschlands wurde frühestens 1998, spätestens November 2005 auf dem denkmalgeschützten Dick-Areal in Esslingen am Neckar eingerichtet. Er bietet oder bot etwa 9 m Wassertiefe und weist zumindest eine Reihe von 3 nebeneinanderliegenden hoch-rechteckigen Fenstern auf, die außen in einer bekletterbaren Bühnenhinterwand liegen. Seine Fläche (horizontal oder vertikal?) wird in einem Tauchreisebericht mit 9 × 6 m angegeben, sein Wasservolumen mit 280.000 Liter. Das Tauchsportcenter Esslingen, das diesen Turm einige Jahre lang
betrieb, ist 2019 in ein anderes Gebäude umgezogen und nutzt dort einen kleineren Tauchturm.

## In anderen Ländern
- Im Juli 2021 wurde in Dubai der mit 60 m Tiefe tiefste Tauchpool der Welt vom Taucher  Kronprinz Scheich Hamdan bin Muhammad bin Raschid al-Maktum besucht. Besonders an ihm sind mit 14.000 Kubikmeter Wasser ein großes Volumen, die hohe Wassertemperatur von 30 Grad Celsius und die Einrichtung mit „versunkenen“ Gebäuden, die auch als Filmstudio genutzt werden sollen. Die Anlage soll zeitnah öffentlich zugänglich sein.[10]

- Mit 45,4 m Tiefe befindet sich der zweittiefste Tauchturm der Welt „Deepspot“ in Mszczonów, Polen. Die 44 km südwestlich von Warschau gelegene Anlage wurde im November 2020 fertiggestellt, sie fasst 8000 m³ Wasser, welches über den gesamten Tiefenbereich auf 32 bis 34 Grad Celsius beheizt wird.

- Der 40 m tiefe Tauchturm Y-40 – Y-40 ITA, The Deep Joy - in Montegrotto, Italien wurde am 5. Juni 2014 eröffnet und war bis 2016 der tiefste der Welt[11] und der einzige von Thermalwasser gespeiste, temperiert auf 32–34 Grad Celsius. Architekt Emanuele Boaretto[12] gestaltete in bis zu 12 m Tiefe mehrere Plattformen und eine horizontal querende teilverglaste Besucherröhre. Bis zum Boden führt ein Zylinder mit Tiefenmaßstab und Vertikalseil.[13] Das Unterwasser-Tanzvideo Ama (2018) von und mit Julie Gautier wurde hier gedreht, Ama - Making Of (2019) zeigt Y-40 aus verschiedenen Perspektiven.

- Der freistehende Tauchturm Seiersberg hat 11 m Wassertiefe, 4,6 m Zylinderdurchmesser[14] und enthält axial ein vertikales Sicherungsseil, das in Bodennähe von einem Gewicht gespannt wird. Er ist der tiefste Tauchturm Österreichs und wurde Juni 2003 von Berndorf Bäderbau[15] fertiggestellt. Die wasserdichte Haut wird aus geschweißtem NiRo-Stahlblech mit 2,5 mm Dicke gebildet. Die hydrostatischen Druckkräfte werden von einem Stahlbetonsilo aufgenommen. Zwei Bullaugen in unterschiedlicher Tiefe erlauben Tauchenden den Blick Richtung NNW ins Freie und eine gewisse Höhenorientierung. Diametral gegenüber ermöglicht eine Kamera das Geschehen unter Wasser zu überwachen. Über gemeinsamen Wasserspiegel und einen kurzen Kanal ist mit dem zylindrischen Becken noch ein rechteckiges verbunden 17 m lang, 1,70 m tief und 4,6 m breit. Das sie trennende Gitter kann an einer Öffnung durchtaucht werden. Zwei Gebäudegeschoße unter dem Becken werden anders genutzt.[16]

## Begriffliches
Im Deutschen ist unklar, wo die Grenze zwischen tiefem Schwimmbecken und Tauchturm liegt. Es liegt eher an der Nutzung als am Baulichen. Schwimmbecken in Schwimmbädern sind vor einem Sprungturm typisch etwa 4 bis 5 Meter tief. So beträgt die Wassertiefe in der Auster, Graz im Innenbereich beim Fünf-Meter-Turm 4 Meter, im Außenbereich beim 10-Meter-Turm jedoch 5 Meter. Diese Tiefbereiche werden auch für Tauchtraining genutzt. Die im Oktober 1973 in Betrieb genommene Feuerwehr- und Zivilschutzschule hat im Innenbereich ein 25 m langes, 10,60 m breites Trainingsbecken. Auf 7 m × 10,60 m Fläche ist dieses Schwimm- und Tauchbecken 5 m tief. Es dient der Ausbildung zum Rettungsschwimmer und Pool Diver.
Tauchturm hat im Englischen den Falschen Freund diving tower, den Sprungturm beim Schwimmbecken. Tauchen ist falsch befreundet mit diving, dem Wasserspringen und ist mit underwater diving zu übersetzen.
Im Englischen gibt es swimming pool und training tank oder dive tank, ein tank kann auch ein horizontaler Kessel sein, der den Druck über Kompression aufbaut. Ein dive tank kann auch eine Tauchflasche für komprimiertes Atemgas sein.